# Kostel Panny Marie Sedmibolestné (Vajnory)
Kostel Panny Marie Sedmibolestné se nachází v městské části Vajnory v Bratislavě, v okrese Bratislava III. Jedná se o římskokatolický kostel postavený v letech 1270-1278, dnes zasvěcený Panně Marii Sedmibolestné. Je národní kulturní památkou Slovenské republiky.
Kostel byl zpočátku zasvěcen Panně Marii a poté uherskému králi svatému Ladislavovi. Od roku 1968 je opět zasvěcen Madoně, a to Panně Marii Sedmibolestné. Jedná se o jednolodní stavbu s polygonální uzavřenou svatyní, která je zaklenuta gotickou žebrovou klenbou se středověkými svorníky.
V roce 1771 byl kostel zvětšen výstavbou nové lodi, která je zaklenuta sedmi poli tzv. pruské klenby. Věž s jehlancovou střechou má v hladkých polích trupu střílny. Sanktuarium kostela je vyzdobeno kompozicemi nástěnných maleb – ornamenty vajnorských žen. Hlavní oltář pochází z konce 19. století.
Kromě kostela jsou v obci i kaple svatého Jana Nepomuckého, svatého Urbana a svatého Vendelína a socha svatého Floriána.
Vzácnou vajnorskou relikvií je Vajnorská Madona – soška z dubového dřeva pocházející z počátku 14. století. V pravé ruce drží vladařské jablko, v levé Ježíška. Byla objevena na půdě kostela sv. Ladislava v roce 1941, v letech 1943–1967 stála na konzole lodi kostela klarisek v Bratislavě, dnes je ve sbírkách Městského muzea v Bratislavě, replika je na Místním úřadě ve Vajnorech.